# 데스티니 (1921년 영화)
데스티니(Der mude Tod, Destiny)는 독일에서 제작된 프리츠 랑 감독의 1921년 드라마, 판타지, 스릴러 영화이다. 무성 영화, 독일 표현주의 판타지 로맨스 영화이다.
자신의 죽은 애인과 다시 연합하려는 절망에 찬 한 여성을 묘사하고 있다.

## 출연
- 릴 다고버
- 루돌프 클라인로게